# Divisie Großdeutschland
De Gemotoriseerde Divisie Großdeutschland / Pantsergrenadierdivisie Großdeutschland  was een Duitse elite gevechtseenheid van de Wehrmacht in de Tweede Wereldoorlog, die uitsluitend aan het oostfront vocht. Oorspronkelijk gevormd in 1921, stond het bekend als het Wachregiment Berlin en diende het als een ceremoniële wachteenheid en was in 1939 uitgegroeid tot een regiment van de Wehrmacht. Na in actie gekomen te zijn in de aanval in het westen en op de Balkan, maakte het regiment ook deel uit van Operatie Barbarossa. In het voorjaar van 1942 werd de eenheid uitgebreid tot Gemotoriseerde Divisie Großdeutschland, en na een flinke reorganisatie werd het in mei 1943 omgedoopt tot Pantsergrenadierdivisie Großdeutschland. Hoewel de naam anders aangaf, was de divisie de facto een volwaardige pantserdivisie. Het regiment en de divisie vormden het tegenwicht tegen de Waffen-SS voor het Duitse Heer. De divisie werd uiteindelijk vernietigd in Oost-Pruisen in april 1945. Tot die tijd was de divisie voortdurend in actie geweest als “brandweer” om crises aan het front te bestrijden.

## Voorgeschiedenis
Op 12 juni 1939 werd uit delen van het Wachregiment Berlin en delen van het Infanterie-Lehr-Regiment Dallgow-Döberitz het Infanterieregiment Großdeutschland gevormd. De eenheid werd op 21 oktober 1939 verplaatst naar het militaire oefengebied Grafenwöhr. Hier werd het regiment uitgebreid en gemotoriseerd, zodat de naam nu Infanterieregiment (mot.) Großdeutschland werd.

## Inzet van het regiment

### Frankrijk- en Balkanveldtocht

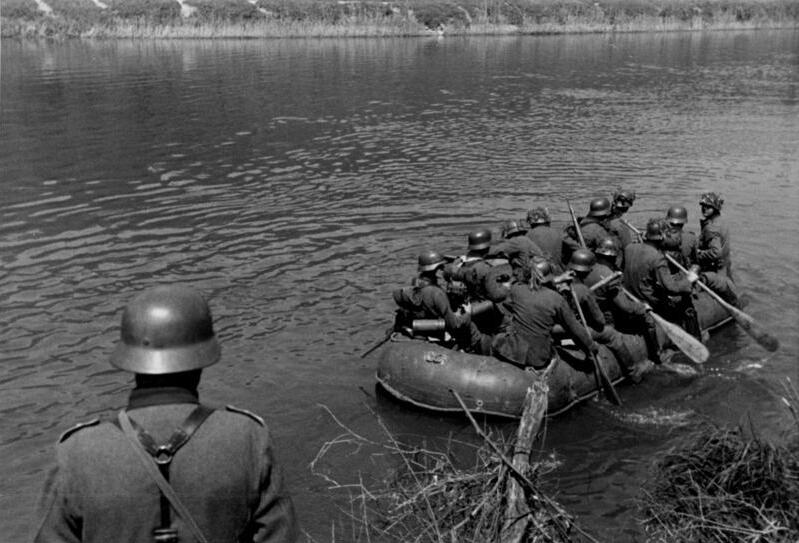
Maas-overgang bij Aiglemont, 14 mei 1940

Het Infanterieregiment (mot.) Großdeutschland werd in 1940 voor het eerst in de strijd ingezet. Het regiment nam deel aan de Franse campagne, vaak afwisselend toegewezen aan verschillende pantserdivisies. Aanvankelijk maakte het regiment deel uit van het 19e Gemotoriseerde Korps. Het regiment rukte op naar Sedan en Duinkerke en was begin juni 1940 betrokken bij de doorbraak van de Weygandlinie en kort daarna als onderdeel van Panzergruppe Kleist bij de verovering van Lyon.
In 1941 werd de eenheid per spoor van Frankrijk naar Wenen vervoerd en werd ingezet tijdens de Balkanveldtocht in april van dat jaar. Daarna volgde een verplaatsing naar het gebied ten zuiden van Warschau, rond Żelechów.

### Veldtocht tegen de Sovjet-Unie
Het regiment was voor Operatie Barbarossa onderdeel van de reserve van Panzergruppe 2. Het regiment stak de grens pas op 25 juni 1941 over. Er volgde een opmars in de richting van Minsk, de Berezina en de Dnjepr bij Mahiljow. Vanaf eind juli moest het regiment de moeilijkste verdedigingsgevechten doorstaan in de Jelnya-boog. Daarna nam het regiment deel aan de omsingeling van de Sovjettroepen rond Kiev. Na het einde van deze strijd verschoof de focus van de gevechten weer naar Heeresgruppe Mitte, met als doel Moskou te bereiken. Het regiment bereikt het gebied rond Toela. Daar werd het regiment begin december geraakt door het Sovjet tegenoffensief en in drie weken tijd ver teruggedreven tot rond Bolchov. Daar werd standgehouden en daarna volgde nog inzet rond Belev tot begin april 1942. Het regiment werd daarop uit het front gehaald en verplaatst naar Retsjytsa.

## Gemotoriseerde Divisie Großdeutschland

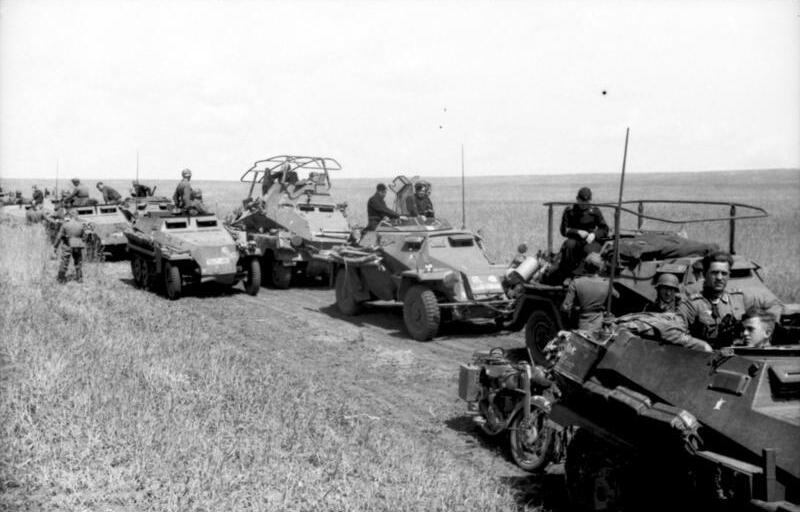
Gemotoriseerde troepen van de divisie in opmars, zomer 1942

In april en mei 1942 werd het regiment uitgebreid tot de Gemotoriseerde Divisie Großdeutschland. Dit gebeurde op een wat bijzondere manier. Officieel op 1 april 1942 werd de divisie gevormd. De staf vormde in Döberitz. Een volledig nieuw regiment, Infanterieregiment Großdeutschland 2, vormde zich op Oefenterrein Wandern en daarnaast ook een artillerieregiment, een pantserbataljon en alle andere eenheden die een gemotoriseerde infanteriedivisie vormden. Op 23 mei 1942 was de nieuwe divisie klaar met zijn training. Intussen werd het oorspronkelijke Infanterieregiment (mot.) Großdeutschland op 12 april 1942 bij Retsjytsa omgedoopt in Infanterieregiment Großdeutschland 1. Tegen 31 mei 1942 was de nieuwe divisie, zo’n 18.000 man sterk, geheel verzameld bij Orjol.
De divisie werd onmiddellijk ingezet in het Duitse zomeroffensief bij het 48e Pantserkorps. De aanval vond plaats op 28 juni 1942 vanuit het Schigry-gebied via Tim naar de boven-Don, waar op 6 juli een oostelijk bruggenhoofd nabij Voronezj werd gevormd. Dit werd gevolgd door de opmars naar de beneden-Don. Op 16 juli werd de stad Tatsinskaja ingenomen en op 18 juli werd een bruggenhoofd gevormd over de Donets bij Bronitzkij . De industriële stad Sjachty werd ingenomen en de Manich werd bereikt. Begin augustus werd de divisie teruggetrokken en als reserve overgebracht naar de centrale sector van het oostfront bij het 9e Leger. Hier kwam de divisie gedurende vele maanden in actie tijdens de Slagen van Rzjev. De divisie fungeerde als “brandweer”, vaak in de Lutschessa-vallei en nabij Olenino, o.a. in actie komend tegen het Sovjetoffensief Operatie Mars. De verliezen van Großdeutschland in 1942 zijn niet precies bekend, maar schommelen tussen de 10.000-12.000 man.
Het jaar 1943 werd aanvankelijk geassocieerd met de voltooiing van de operaties in het gebied ten zuiden van Rzjev voor de divisie. Maar op 9 januari kwam het bevel om ze naar Novy Oskol te verplaatsen. De nederlaag in de Slag om Stalingrad en verdere aanvallen door Sovjettroepen (Ostrogoshsk-Rossosh Offensief) creëerden in januari 1943 een frontgat van 100 tot 150 km breed. De Pz.Abt. Großdeutschland werd intussen uitgebreid tot een Panzerregiment Großdeutschland op 13 januari 1943. Met als doel de opmars van Sovjettroepen en de terugtrekking van Italiaanse en Hongaarse troepen vanaf eind januari 1943 te stoppen, trok de divisie zich tot half februari 1943 terug naar het Charkov-gebied. Hier nam de divisie vervolgens deel aan de Derde Slag om Charkov in februari/maart 1943.

## Pantsergrenadierdivisie Großdeutschland

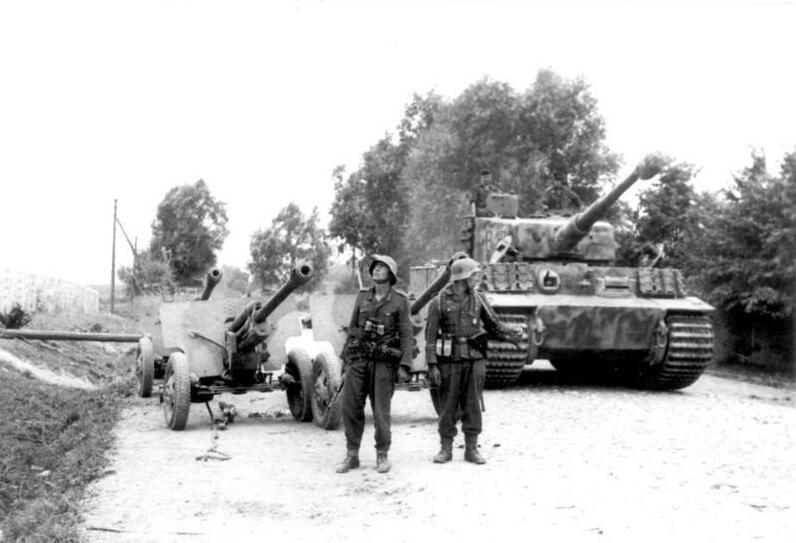
Tiger I van de divisie, september 1943

Op 19 mei 1943 werd de gemotoriseerde infanteriedivisie omgedoopt tot de Pantsergrenadierdivisie Großdeutschland. De officiële naam van eenheid was Pantsergrenadierdivisie. Qua structuur was het echter een volledige pantserdivisie, en dan nog een die bovenmatig goed was uitgerust (met op papier 232 gevechtstanks). Dit was o.a. omdat op 1 juli 1943 aan het pantserregiment ook nog een bataljon Tiger tanks werd toegevoegd.
De divisie kwam in actie in de Slag om Koersk in juli 1943 en was hier deel van de zuidelijke aanvalsvleugel, opnieuw als deel van het 48e Pantserkorps. De divisie rukte op richting Oboyan, maar na ruim 10 dagen was het offensief tot stilstand gekomen. Op 17 juli werd de divisie uit het front genomen en overgebracht naar het gebied noordelijk van Karatsjev om daar Sovjetaanvallen vanaf Bolchov af te slaan. Vanaf 7 augustus was de divisie dan weer in actie bij Ochtyrka tot 23 augustus. Deze inzet ten westen van Charkov was deel van de beslissende aanval van het Rode Leger om deze stad te heroveren, als onderdeel van het Belgorod-Charkov Offensief, ook bekend als Vierde slag om Charkov. Vervolgens werd gevochten ten noorden van Poltava. In de laatste week van september volgde er een terugtocht naar het bruggenhoofd Krementsjoek aan de Dnjepr. Na oversteek vocht de divisie rond Myshuryn Rih-Borodaivka tot medio oktober en daarna volgde een terugtocht tot het gebied oostelijk van Kryvy Rih bij Sofiivka tot het eind van het jaar.

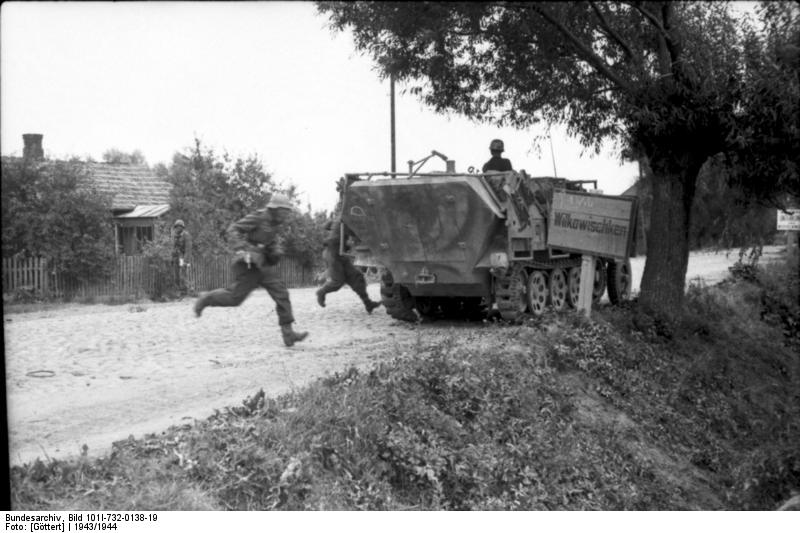
Halfrupsvoertuig in Wilkowischken, augustus 1944

Op 4 januari 1944 werd de divisie verplaatst naar westelijk van Kirovograd en bleef daar in gevechten tot 9 maart. Gedurende de rest van maart volgde een terugtocht, helemaal naar Roemenië en dit eindigde bij Târgu Frumos. Daar leverde de divisie een belangrijke bijdrage in het Duitse succes in de Eerste (9–12 april) en tweede (2–8 mei 1944) Slag om Târgu Frumos. Daarna kwam het front tot rust en kon de divisie weer opgefrist en aangevuld worden. Van 25 juli tot 2 augustus 1944 werd de divisie dan naar Litouwen getransporteerd en daar meteen ingezet in gevechten rond Virbalis (Duits: Wirballen) en Vilkaviškis (Wilkowischken). Vervolgens had de divisie een groot aandeel in twee Duitse tegenoffensieven om de Sovjets bij de Baltische Zee vandaan te houden, Operatie Doppelkopf en Operatie Cäsar. In oktober werd de divisie door het Sovjet Memeloffensief teruggedrongen in het Memelbruggenhoofd. Na langdurige gevechten daar, gepaard gaande met forse verliezen werd de divisie vanaf 26 november 1944 uit dit bruggenhoofd geëvacueerd naar Oost-Pruisen en daar weer opgefrist rond Rastenburg-Sensburg. Op 20 december 1944 werden talrijke onderdelen van de divisie afgegeven voor de oprichting van het Pantserkorps Großdeutschland: III./Grenadierregiment GD, I./Füsilierregiment GD, III./Panzerregiment GD (Tiger), IV./Panzer-Artillerieregiment GD en daarnaast alle bevoorradings- en vervangingseenheden.
In het jaar 1945 lag de divisie als onderdeel van het Pantserkorps Großdeutschland bij Willenberg in Oost-Pruisen. Bij het begin van het Oost-Pruisenoffensief van het Rode Leger op 13 januari werden de Sovjets meteen tegemoet te treden. Maar al aan het eind van de volgende dag werd het grootste deel van het korps op transport gezet naar Łódź en Großdeutschland bleef achter. Al vechtend werd de divisie teruggedreven tot deze eind januari terechtkwam in de Heiligenbeil-pocket. Die pocket werd kleiner en kleiner en op 29 maart werden de laatste resten van de divisie (4000 man) geëvacueerd over het Frisches Haff vanuit Balga naar Pillau. Vandaar werd de divisie ingezet in de gevechten op Samland. Tegen 25 april 1945 had de divisie op Samland en in Pillau zulke zware verliezen geleden, dat deze eigenlijk opgehouden had te bestaan.
De schamele resten van de eens zo trotse divisie, zo’n 800 man, werden per schip geëvacueerd naar Hela en vandaar naar Bornholm en Fehmarn en capituleerden daar voor Britse strijdkrachten. De divisie had tussen 15 januari en 22 april 1945 in totaal 16.988 man bloedige verliezen geleden.

## Speciale merktekens

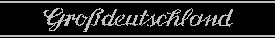
Mouwstreep “Großdeutschland” in oud Latijns schrift

Epaulet met ineengestrengelde "GD"

Om de elitestatus van de eenheid te benadrukken, mocht zij speciale insignes dragen; De bekendste was een belettering met het woord “Großdeutschland” in Sütterlin-schrift of Oud-Latijns schrift. Deze mouwstreep werd twaalf centimeter boven de onderkant van de mouw gedragen. Omdat de eenheid tot de Wehrmacht behoorde en niet tot de Waffen-SS, droegen de soldaten de mouwstreep op hun rechtermouw. Een ander speciaal kenmerk was een ineengestrengelde “GD” die op de epauletten was aangebracht. Er waren ook langere kraagvlechten gepland. Alle voertuigen in de Divisie Großdeutschland droegen een ‘witte stalen helm’, zijdelings afgebeeld, van rechts naar links gericht.

## Nostalgie in Großdeutschland
Als deel van het zorgvuldig gecreëerde imago van Großdeutschland, werden in oktober 1942 ook de twee infanterieregimenten omgedoopt. Infanterieregiment Großdeutschland 1 kreeg de naam Grenadierregiment Großdeutschland. Dit was vernoemd naar de grenadier, oorspronkelijk een soldaat die gespecialiseerd was in het werpen van handgranaten. En Infanterieregiment Großdeutschland 2 kreeg de naam Fuselierregiment Großdeutschland. Dit was vernoemd naar de fuselier ("geweerschutter"), een type soldaat dat vernoemd naar zijn wapen, het 'fusil'; dit was een vuursteenslotmusket. Ten slotte werd er in maart 1945 nog een Musketierregiment Großdeutschland gevormd. Dit was vernoemd naar de musketier, een soldaat bewapend met een lontslotmusket.

## Formaties gecreëerd op basis van Großdeutschland
Tijdens de Tweede Wereldoorlog werden verschillende Großdeutschland geassocieerde Wehrmacht-eenheden gecreëerd. De meesten werden ook getraind en aangevuld door de Ersatz-Brigade Großdeutschland. Al het militair personeel van deze formaties kreeg ook het recht om de speciale merktekens te dragen.
- Führer-Begleit-Brigade resp. Führer-Begleit-Divisie
- Führer-Grenadier-Brigade resp. Führer-Grenadier-Divisie
- Wachbataillon Großdeutschland resp. Wachregiment Großdeutschland
- Pantsergrenadierbrigade von Werthern
- Pantsergrenadierdivisie Kurmark
- Pantsergrenadierdivisie Brandenburg
- Grenadierregiment (mot) 1029 Großdeutschland
- Panzer-Ausbildungs-Verband Großdeutschland

## Samenstelling

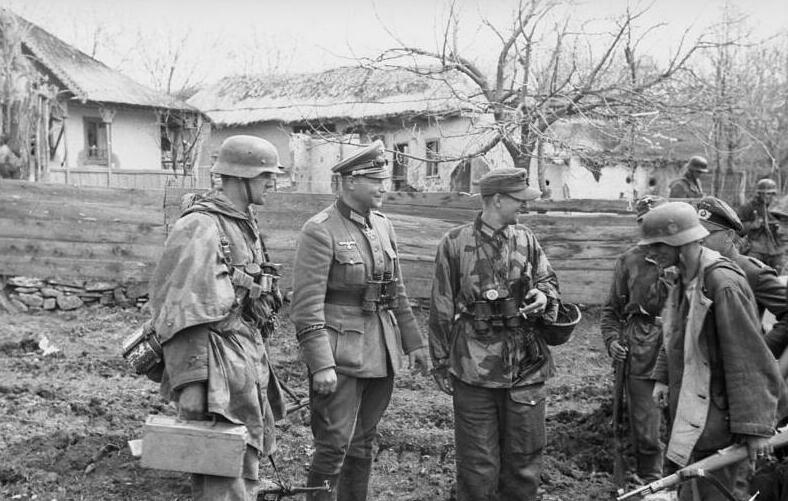
Oberst Karl Lorenz met zijn mannen in Roemenië in lente 1944

- Panzergrenadier-Regiment Großdeutschland
- Panzer-Füsilier-Regiment Großdeutschland
- Panzerregiment Großdeutschland
- Panzer-Aufklärungs-Abteilung Großdeutschland
- Panzerjäger-Abteilung Großdeutschland
- Sturmgeschütz-Abteilung Großdeutschland
- Panzer-Artillerieregiment Großdeutschland
- Heeres-Flakartillerie-Abteilung Großdeutschland
- Panzer-Pionier-Bataillon Großdeutschland
- Panzer-Nachrichten-Abteilung Großdeutschland
- Sanitätsdienste Großdeutschland

## Bovenliggende bevelslagen
| Legerkorps                                | Leger                 | Legergroep         | Plaats/regio               | Begin                | Eind                 |
| ----------------------------------------- | --------------------- | ------------------ | -------------------------- | -------------------- | -------------------- |
| direct onder bevel                        |                       | Heeresgruppe Süd   | Koersk                     | juni 1942            |                      |
| 48e Pantserkorps                          | 2e Leger              | Heeresgruppe Süd   | Voronezj, Manich           | eind juni 1942       | begin augustus       |
| direct onder bevel                        | 1e Pantserleger       | Heeresgruppe A     | Manich                     | begin augustus 1942  | eind augustus 1942   |
| direct onder bevel                        | 9e Leger              | Heeresgruppe Mitte | Rzjev                      | 26 augustus 1942     | 10 september 1942    |
| 27e Legerkorps                            | 9e Leger              | Heeresgruppe Mitte | Rzjev                      | 10 september 1942    | 9 oktober 1942       |
| direct onder bevel                        | 9e Leger              | Heeresgruppe Mitte | Rzjev                      | 9 oktober 1942       | 25 november 1942     |
| 23e Legerkorps                            | 9e Leger              | Heeresgruppe Mitte | Rzjev                      | 25 november 1942     | 11 januari 1943      |
| direct onder bevel                        | 9e Leger              | Heeresgruppe Mitte | Smolensk                   | 11 januari 1943      | 16 januari 1943      |
| direct onder bevel                        | OKH reserve           | Heeresgruppe Mitte | Smolensk                   | 16 januari 1943      | 19 januari 1943      |
| direct onder bevel                        | 8e Italiaanse Leger   | Heeresgruppe Mitte | Charkov                    | 19 januari 1943      | 29 januari 1943      |
| Korps z.b.V. Cramer                       |                       | Heeresgruppe B     | Charkov                    | 29 januari 1943      | 10 februari 1943     |
| Korps Raus                                | Armee-Abteilung Lanz  | Heeresgruppe Don   | Charkov                    | 10 februari 1943     | 21 februari 1943     |
| Korps Raus                                | Armee-Abteilung Kempf | Heeresgruppe Süd   | Charkov                    | 21 februari 1943     | 26 februari 1943     |
| Korps Raus                                | Armee-Abteilung Kempf | Heeresgruppe Süd   | Charkov                    | 21 februari 1943     | 26 februari 1943     |
| direct onder bevel                        | Armee-Abteilung Kempf | Heeresgruppe Süd   | Charkov                    | 26 februari 1943     | 21 maart 1943        |
| Korps Raus                                | Armee-Abteilung Kempf | Heeresgruppe Süd   | Charkov                    | 21 maart 1943        | 26 maart 1943        |
| direct onder bevel                        | Armee-Abteilung Kempf | Heeresgruppe Süd   | Charkov                    | 26 maart 1943        | mei 1943             |
| direct onder bevel                        |                       | Heeresgruppe Süd   | Poltava                    | mei 1943             | juni 1943            |
| 48e Pantserkorps                          | 4e Pantserleger       | Heeresgruppe Süd   | Ochtyrka, Obojan           | juni 1943            | 17 juli 1943         |
| 23e Legerkorps                            | 9e Leger              | Heeresgruppe Mitte | Karatsjev                  | 17 juli 1943         | 6 augustus 1943      |
| 48e Pantserkorps                          | 4e Pantserleger       | Heeresgruppe Süd   | Karatsjev                  | 7 augustus 1943      | medio september 1943 |
| ??                                        | 8e Leger              | Heeresgruppe Süd   | Poltava, Krementsjoek      | medio september 1943 | eind september 1943  |
| 52e Legerkorps                            | 1e Pantserleger       | Heeresgruppe Süd   | Sofiivka                   | eind september 1943  | november 1943        |
| 57e Pantserkorps                          | 1e Pantserleger       | Heeresgruppe Süd   | Sofiivka                   | november 1943        | 31 december 1943     |
| 30e Legerkorps                            | 6e Leger              | Heeresgruppe Süd   | Kryvy Rih                  | 1 januari 1944       | 4 januari 1944       |
| 52e Legerkorps                            | 8e Leger              | Heeresgruppe Süd   | Kirovograd                 | 4 januari 1944       |                      |
| 47e Pantserkorps                          | 8e Leger              | Heeresgruppe Süd   | Kirovograd                 | maart 1944           |                      |
| 52e Legerkorps                            | 8e Leger              | Heeresgruppe Süd   | Iași                       | april 1944           |                      |
| 57e Pantserkorps                          | 4e Roemeense Leger    | Heeresgruppe Süd   | Iași                       | mei 1944             |                      |
| direct onder bevel, opfris                | 4e Roemeense Leger    | Heeresgruppe Süd   | Bacău                      | 15 juni 1944         | 24 juli 1944         |
| 39e Pantserkorps                          | 3e Pantserleger       | Heeresgruppe Mitte | Litauen                    | 5 augustus 1944      | oktober 1944         |
| 28e Legerkorps                            | 3e Pantserleger       | Heeresgruppe Mitte | Memel                      | 10 oktober 1944      | 26 november 1944     |
| direct onder bevel                        |                       | OKH                | Rastenburg                 | december 1944        | 11 januari 1945      |
| ?                                         | 2e Leger              | Heeresgruppe Mitte | Oost-Pruisen               | 12 januari 1945      |                      |
| Parachutisten-Pantserkorps Hermann Göring | 4e Leger              | Heeresgruppe Nord  | Oost-Pruisen, Heiligenbeil | februari 1945        | 29 maart 1945        |
| 9e Legerkorps                             | 4e Leger              | Heeresgruppe Nord  | Samland                    |                      | 9 april 1945         |
| 9e Legerkorps                             | Armee Ostpreußen      |                    | Samland                    | 10 april 1945        | 25 april 1945        |

## Commandanten
| Rang                                      | Naam                     | Begin            | Eind             |
| ----------------------------------------- | ------------------------ | ---------------- | ---------------- |
| Generalmajor                              | Walter Hörnlein          | 1 april 1942     | 19 mei 1943      |
| Generalleutnant                           | Hermann Balck            | 19 mei 1943      | 10 juni 1943     |
| Oberst                                    | Hyazinth Graf Strachwitz | juni 1943        | juni 1943        |
| Generalleutnant                           | Walter Hörnlein          | 30 juni 1943     | 30 januari 1944  |
| Generalleutnant                           | Hasso von Manteuffel     | 1 februari 1944  | 1 september 1944 |
| Oberst vanaf 1 november 1944 Generalmajor | Karl Lorenz              | 1 september 1944 | 7 mei 1945       |

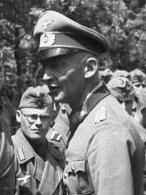
Walter Hörnlein in 1943

Generalleutnant Balck en Oberst Hyazinth Graf Strachwitz namen tijdelijk waar voor de op verlof zijnde Hörnlein.